# Figueres
Figueres (v kastiljščini Figueras) je glavno mesto komarke (okrožja) Alt Empordà v provinci Girona v Kataloniji, Španija. 
Znano je kot rojstno mesto Salvadorja Dalíja, v njem pa je Teatre-Museu Dalí, velik in dobro obiskan muzej, ki ga je načrtoval Dalí sam. Figueres je tudi rojstno mesto Narcísa Monturiola i Estarriola, izumitelja prve podmornice na pogon z notranjim zgorevanjem in anaerobnega motorja.
Mesto je pobrateno s čezmejnim katalonskim mestom Perpignan (Pyrénées Orientales/Oksitanija) v Franciji.